# Liberman Torres
Liberman Bryan Torres Nazareno (Shushufindi, 16 de mayo de 2002) es un futbolista ecuatoriano. Juega como centrocampista en el Manta Fútbol Club de la Serie A de Ecuador.

## Trayectoria

### Independiente del Valle
Nacido en Shushufindi, se une al fútbol base del Independiente del Valle en 2016 procedente del Club Atlético Santo Domingo. Debuta con el primer equipo el 3 de octubre de 2020 al entrar como suplente en los minutos finales de una victoria por 3-1 frente al Orense Sporting Club en la Serie A de Ecuador.
El 25 de agosto de 2022 rescinde su contrato con el club ecuatoriano.

### Villarreal C. F.
El 26 de agosto de 2022 se oficializa su incorporación al Villarreal C. F. "B" de la Segunda División de España. El 16 de agosto de 2023 fue cedido al Real Club Recreativo de Huelva.
En 2024 fue cedido por una temporada al Atlético Ottawa de la Canadian Premier League, liga de Primera División del fútbol canadiense.

## Estadísticas

### Clubes
Actualizado al último partido disputado el 17 de agosto de 2025.
| Club                                | Div.          | Temporada     | Liga  | Liga  | Copas nacionales | Copas nacionales | Copas internacionales | Copas internacionales | Otros | Otros | Total | Total |
| Club                                | Div.          | Temporada     | Part. | Goles | Part.            | Goles            | Part.                 | Goles                 | Part. | Goles | Part. | Goles |
| ----------------------------------- | ------------- | ------------- | ----- | ----- | ---------------- | ---------------- | --------------------- | --------------------- | ----- | ----- | ----- | ----- |
| Independiente del Valle · Ecuador   | 1.ª           | 2020          | 1     | 0     | —                | —                | 0                     | 0                     | —     | —     | 1     | 0     |
| Independiente del Valle · Ecuador   | Total club    | Total club    | 1     | 0     | 0                | 0                | 0                     | 0                     | 0     | 0     | 1     | 0     |
| Independiente Juniors · Ecuador     | 2.ª           | 2020          | 1     | 0     | —                | —                | —                     | —                     | —     | —     | 1     | 0     |
| Independiente Juniors · Ecuador     | 2.ª           | 2021          | 10    | 0     | —                | —                | —                     | —                     | —     | —     | 10    | 0     |
| Independiente Juniors · Ecuador     | 2.ª           | 2022          | 8     | 0     | 3                | 0                | —                     | —                     | —     | —     | 11    | 0     |
| Independiente Juniors · Ecuador     | Total club    | Total club    | 19    | 0     | 3                | 0                | 0                     | 0                     | 0     | 0     | 22    | 0     |
| Villarreal C. F. "B" · España       | 2.ª           | 2022-23       | 4     | 0     | —                | —                | —                     | —                     | —     | —     | 4     | 0     |
| Villarreal C. F. "B" · España       | Total club    | Total club    | 4     | 0     | 0                | 0                | 0                     | 0                     | 0     | 0     | 4     | 0     |
| R. C. Recreativo de Huelva · España | 3.ª           | 2023-24       | 2     | 0     | 1                | 0                | —                     | —                     | —     | —     | 3     | 0     |
| R. C. Recreativo de Huelva · España | Total club    | Total club    | 2     | 0     | 1                | 0                | 0                     | 0                     | 0     | 0     | 3     | 0     |
| Atlético Ottawa · Canadá            | 1.ª           | 2024          | 16    | 1     | 0                | 0                | —                     | —                     | —     | —     | 16    | 1     |
| Atlético Ottawa · Canadá            | Total club    | Total club    | 16    | 1     | 0                | 0                | 0                     | 0                     | 0     | 0     | 16    | 1     |
| Manta F. C. · Ecuador               | 1.ª           | 2025          | 5     | 0     | 0                | 0                | —                     | —                     | —     | —     | 5     | 0     |
| Manta F. C. · Ecuador               | Total club    | Total club    | 5     | 0     | 0                | 0                | 0                     | 0                     | 0     | 0     | 5     | 0     |
| Total carrera                       | Total carrera | Total carrera | 47    | 1     | 4                | 0                | 0                     | 0                     | 0     | 0     | 51    | 1     |
| 1.                                  |               |               |       |       |                  |                  |                       |                       |       |       |       |       |